# 空軍優秀戦闘能力名誉杯
空軍優秀戦闘能力名誉杯(くうぐんゆうしゅうせんとうのうりょくめいよはい、ドイツ語: Ehrenschale für hervorragende Kampfleistungen der Luftwaffe)は、ヘルマン・ゲーリングによって1942年6月15日に制定されたドイツ空軍の栄典である。
ドイツ空軍所属の軍人の中でもとりわけ大きな戦功を示した者に、その栄誉を讃えるため贈呈された。空軍野戦部隊も授与対象とされていた。
少なくとも50個贈呈されたことは確認されているが、それ以降は不明である。